# Saint-Pryvé-Saint-Mesmin
Saint-Pryvé-Saint-Mesmin település Franciaországban, Loiret megyében. Lakosainak száma 6200 fő (2022. január 1.). Saint-Pryvé-Saint-Mesmin Chaingy, La Chapelle-Saint-Mesmin, Mareau-aux-Prés, Olivet, Orléans, Saint-Hilaire-Saint-Mesmin és Saint-Jean-de-la-Ruelle községekkel határos.

## Népesség
A település népessége az elmúlt években az alábbi módon változott:
| Lakosok száma | 2168 | 3150 | 5463 | 5365 | 5297 | 5483 | 5803 | 6076 | 6170 | 6200 |
|               | 1968 | 1982 | 1990 | 2006 | 2013 | 2015 | 2017 | 2019 | 2020 | 2022 |